# Begraafplaats van Les Attaques
De Begraafplaats van Les Attaques is een gemeentelijke begraafplaats in de Franse gemeente Les Attaques in het departement Pas-de-Calais. De begraafplaats bevindt zich in het zuiden van het dorpscentrum, op een terrein achter de Église Saint-Pierre-ès-Liens.

## Britse oorlogsgraven
Op de begraafplaats bevindt zich een Brits militair perkje met gesneuvelden uit de Tweede Wereldoorlog. Het telt 7 geïdentificeerde graven; 3 gesneuvelden zijn onbekend. De graven worden onderhouden door de Commonwealth War Graves Commission. In de CWGC-registers is de begraafplaats opgenomen als Les Attaques Communal Cemetery.